# Striga forbesii
Striga forbesii ist eine Pflanzenart aus der Gattung Striga in der Familie der Sommerwurzgewächse (Orobanchaceae).

## Beschreibung
Striga forbesii ist eine 37 bis 72 cm hoch werdende, parasitäre, einjährige Pflanze. Sie wächst starr aufrecht, ist unverzweigt oder unterhalb der Mitte des Stängels zwei- bis viermal verzweigt. Sie ist schuppig bis steifhaarig behaart. Der Stängel ist rechteckig und gefurcht. Die Laubblätter haben eine Größe von 15 bis 40 (selten bis 90) × 4 bis 12 cm, sie sind lanzettlich, haben drei bis fünf Blattadern, der Rand ist grob gezahnt. Sie stehen gegenständig und sind meist kürzer als die Internodien.
Die Blüten stehen gegenständig in offenen, traubenartigen Blütenständen, diese sind kürzer als der vegetative Spross. Die Blüten werden von je zwei laubblattartigen Tragblättern begleitet. Die unteren Tragblätter sind 20 bis 50 (selten bis 90) × 3 bis 12 cm groß und länger als der Kelch, die oberen sind kürzer als der Kelch.
Der Kelch ist zehn- bis fünfzehnrippig und 9 bis 14 (selten bis 20) mm lang. Die Kelchröhre ist 4 bis 6 mm lang und mit fünf gleich gestalteten, breit lanzettlichen, 5 bis 9 (selten bis 14) mm langen Zipfeln besetzt. Die Kelchzipfel sind damit länger als die Kelchröhre. Die Krone ist lachsfarben. Die Kronröhre ist 20 bis 25 mm lang, gebogen, oberhalb des Kelches erweitert und dicht drüsig behaart. Die Lappen der Unterlippe sind 6 bis 9 × 3 bis 6 mm lang, umgekehrt eiförmig und abstehend. Die Oberlippe hat eine Größe von 3 bis 6 × 6 bis 9 mm und ist eingekerbt.
Die Chromosomenzahl beträgt 2n = 44.

## Vorkommen
Striga forbesii kommt vom Senegal bis nach Somalia vor, reicht bis nach Ostafrika und im Süden bis nach Südafrika. Sie wächst an relativ feuchten, offenen Standorten und auf sumpfigen Böden und ist häufig in den Savannen anzutreffen.